# 하마속
하마속(Hippopotamus)은 하마과에 속하는 동물 속으로 현존하는 유일종 하마(Hippopotamus amphibius)와 멸종한 여러 종으로 이루어져 있다.

## 하위 종
하마속(Hippopotamus)에 포함되는 종은 아래와 같다.

### 현존하는 종
- 하마 (Hippopotamus amphibius)

### 멸종된 종
- † Hippopotamus aethiopicus
- † 유럽하마 (Hippopotamus antiquus)
- † 베헤모스하마 (Hippopotamus behemoth)
- † 크레타난쟁이하마 (Hippopotamus creutzburgi)
- † 고르곱스하마 (Hippopotamus gorgops)
- † Hippopotamus kaisensis
- † 말라가시하마 (Hippopotamus laloumena)
- † 난쟁이하마 (Hippopotamus lemerlei)
- † 마다가스카르난쟁이하마 (Hippopotamus madagascariensis)
- † Hippopotamus major
- † 몰타하마 (Hippopotamus melitensis)
- † 키프로스난쟁이하마 (Hippopotamus minor)
- † 시칠리아하마 (Hippopotamus pentlandi)
- † Hippopotamus sirensis